# Tebo Jaya
Tebo Jaya is een bestuurslaag in het regentschap Bungo van de provincie Jambi, Indonesië. Tebo Jaya telt 1649 inwoners (volkstelling 2010).